# Эдуард III (роман)
«Эдуард III» (фр. Edouard III) — историко-приключенческий роман французского писателя Александра Дюма-отца, впервые опубликованный в 1836 году. Его действие происходит во время Столетней войны.

## Сюжет и история текста
Действие романа происходит в Англии и во Франции в XIV веке. Король Англии Эдуард III ведёт войну на континенте, чтобы завоевать французскую корону. Материал для книги Дюма почерпнул из хроники Жана Фруассара.
«Эдуард III» относится к числу первых исторических романов Александра Дюма. Он был впервые опубликован в 1836 году в Бельгии, причём это было пиратское издание. Позже роман выходил отдельными главами в парижской газете La Presse, а в 1839 году свет увидело легальное книжное издание. Вместе с романом «Графиня Солсбери» «Эдуард III» образовал дилогию, посвящённую Столетней войне.